# Francesco Morini
Francesco Morini (San Giuliano Terme, 12 augustus 1944 - Forte dei Marmi, 31 augustus 2021) was een Italiaans profvoetballer.

## Carrière
Morini begon zijn carrière bij UC Sampdoria. Hij maakt debuut op 2 februari 1964 in een Serie A wedstrijd tegen AS Roma. In zes seizoenen bij UC Sampdoria speelde hij 161 competitiewedstrijden. Daarna speelde hij nog bij Juventus FC en Toronto Blizzard.

## Internationale Carrière
Morini debuut voor het Italiaanse voetbalelftal op 25 februari 1973. Dat was tegen Turkije; Italië won met 1-0.

## Erelijst
Juventus FC
- Serie A : 1971-1972, 1972-1973, 1975-1975, 1976-1977, 1977-1978 (5x)
- Coppa Italia : 1978-1979 (1x)

UC Sampdoria
- Serie B : 1966-1967 (1x)

## Trivia
- In zijn spelerscarrière heeft Morini nooit gescoord in een wedstrijd.